# Hainault
Hainault – dzielnica Londynu, w Wielkim Londynie, leżąca w gminie Redbridge. Leży 15,7 km od centrum Londynu. W 2011 roku dzielnica liczyła 12 953 mieszkańców.